# Happach (Maierhöfen)
Happach (westallgäuerisch: Hapa(ch)) ist ein Gemeindeteil der Gemeinde Maierhöfen im bayerisch-schwäbischen Landkreis Lindau (Bodensee).

## Geographie
Das Dorf liegt circa 500 Meter nordwestlich des Hauptorts Maierhöfen und zählt zur Region Westallgäu.

## Ortsname
Der Ortsname leitet sich vom Personennamen Happo oder vom Familiennamen Happe ab und bedeutet Ansiedlung des Happo bzw. Happe. Die Endung -ach ist wahrscheinlich hyperkorrekt zur mundartlichen Aussprache des Namens in der Genitivform.

## Geschichte
Happach wurde erstmals im Jahr 1818 als Happa urkundlich erwähnt.